# Luis Eduardo Garzón
Luis Eduardo Garzón, también conocido como Lucho Garzón, (Bogotá, 15 de febrero de 1951) es un político, exactivista y sindicalista colombiano. Garzón fue alcalde mayor de Bogotá entre 2004 y 2008; candidato presidencial en 2002 y precandidato por el Partido Verde para las elecciones presidenciales de 2010.
Después de haberse retirado del partido de izquierda Polo Democrático Alternativo en mayo de 2009, Garzón se unió a los exalcaldes de Bogotá Antanas Mockus y Enrique Peñalosa y juntos adhirieron al Partido Verde en septiembre del mismo año. Se desempeñó como Ministro de Trabajo durante el segundo gobierno de Juan Manuel Santos, dejó el cargo en abril de 2016. En 2019 anunció su interés de lanzarse una vez más como candidato a la alcaldía de Bogotá.

## Biografía
Garzón proviene de una familia humilde, hijo de Eloísa Garzón quien le dio su apellido puesto que su padre no lo reconoció legalmente; en su juventud trabajó como caddy en el Country Club de Bogotá. Cursó primer año de Derecho durante 1979 en la Sede Principal de la Universidad Libre, sin embargo no continuó a pesar de haber aprobado todas las materias que matriculó. Posteriormente se vinculó a Ecopetrol como oficinista, ingresando a la Unión Sindical Obrera, gremio sindical de esta empresa estatal. Desarrolló parte de su actividad sindical en Barrancabermeja y llegó a pertenecer a las filas del Partido Comunista Colombiano. Ascendió en la estructura de la USO hasta convertirse en su presidente y posteriormente fue el primer presidente de la CUT (Central Unitaria de Trabajadores de Colombia) elegido por sus afiliados. En 2007 la Universidad Cooperativa de Colombia le concedió el título de Sociólogo, honoris causa, en reconocimiento a su labor en la planeación y dirección de Bogotá, así como en el desarrollo de la política social durante su gobierno de la capital de Colombia.

### Aspiración presidencial
Para las elecciones presidenciales de 2002, fue postulado como candidato por la agrupación de izquierda Frente Social y Político de la cual fue uno de sus fundadores, registrando en las encuestas alrededor de 1 punto porcentual hasta las elecciones legislativas de marzo. Tras el excelente resultado de los distintos sectores de izquierda en estas elecciones (ANAPO, Vía Alterna, Frente Social y Político, entre otros) su candidatura recibió un impulso significativo y se conformó la plataforma del Polo Democrático Independiente. Se concertó la nominación vicepresidencial de la excombatiente del M-19 y exsenadora Vera Grabe. Finalmente obtuvo el tercer lugar en la elección, con más del 6 % de los votos, detrás de Álvaro Uribe Vélez y Horacio Serpa, y superando a la exministra Noemí Sanín.

## Alcalde

### Campaña
Los principales líderes del Polo Democrático, encabezados por los senadores Antonio Navarro Wolff (exmilitante del grupo guerrillero M-19), Samuel Moreno Rojas (de la antigua Anapo y quien sería sucesor de Garzón años más tarde) y Jaime Dussán (del sector del magisterio colombiano), coincidieron a la hora de decidir postular a Garzón como aspirante a la Alcaldía Mayor de Bogotá.
Para entonces el candidato Juan Lozano Ramírez, periodista y accionista del periódico El Tiempo, ya había presentado su candidatura (con el apoyo de amplios sectores del Uribismo y del exalcalde Enrique Peñalosa) y se posicionaba como primero en las encuestas. Lozano, hasta unos días antes de las elecciones, se perfilaba como el ganador para la Alcaldía de Bogotá. La campaña de Garzón fue enfocada en su carisma con un mensaje de claro acento social y obtuvo el respaldo del Partido Liberal Colombiano, en cabeza de su copresidente Piedad Córdoba, luego del retiro de su candidato, el exalcalde Jaime Castro Castro.
Luis Eduardo Garzón obtuvo una victoria contundente el 26 de octubre de 2003, pues obtuvo más de 700 mil votos, la mayor votación hasta entonces en la historia de las elecciones regionales en Colombia (cuatro años después sería superado por su sucesor Samuel Moreno), con una diferencia superior a 100 mil sufragios respecto de Lozano.

### Gestión

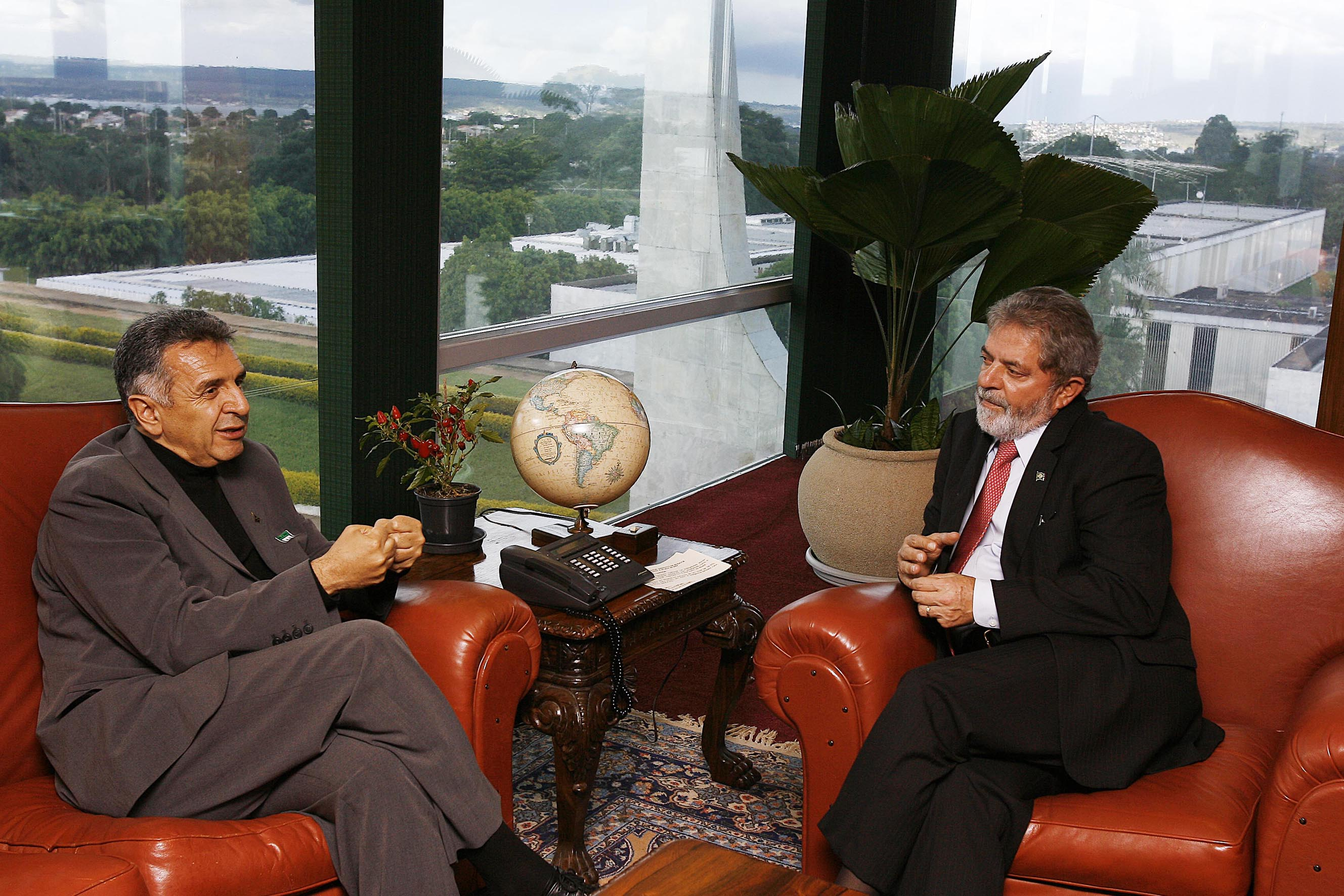
Visita de Garzón al presidente brasilero Luiz Inácio Lula da Silva en abril de 2007.

La alcaldía de Luis Eduardo Garzón se enfocó en el desarrollo de programas sociales, algunos de sus programas destacados fueron Bogotá sin indiferencia y Bogotá sin hambre que buscaban brindar educación y seguridad alimentaria a la población vulnerable. Durante su alcaldía contó con una amplia imagen favorable según las encuestas.

#### Bogotá sin indiferencia
Promovió, entre otras cosas, la creación de varios colegios públicos en barrios marginales de la capital, así como la ampliación y reestructuración de otros con la idea de promover una "educación con dignidad". [cita requerida]

#### Bogotá Sin Hambre
Desarrolló el Programa "Bogotá Sin Hambre" que se propuso el objetivo de "Reducir la vulnerabilidad alimentaria y nutricional de la población en Bogotá, especialmente de los más pobres" Con este programa se generó estrategias para el reconocimiento oficial y la solución de la problemática del hambre, la desnutrición y la malnutrición que la ciudad de Bogotá padecía gravemente en el momento de su implementación. La estrategia promovió el comprometimiento de diferentes actores sociales a las políticas y programas de la seguridad alimentaria, en el diseño y la ejecución de acciones conjuntas, mediante la articulación de los sectores público y privado en la movilización, liderada por Luchó Garzón como alcalde mayor de la ciudad. En el proceso participaron inicialmente Universidades, Organizaciones no Gubernamentales, Cajas de Compensación, Gremios, Empresas privadas, Sindicatos, Voluntarios e Iglesias coordinados por diferentes entidades adscritas a la administración distrital. Finalmente el componente que ha continuado demostrando la efectividad de esta política ha sido el de los Comedores Comunitarios y en alguna medida, en particular en relación con la política de seguridad alimentaria en la región central de Colombia, los Mercados Campesinos que adelantan permanentemente las organizaciones sociales campesinas integradas en el Comité de interlocución campesina y comunal, en diferentes zonas de la ciudad.

### Críticas a su gestión
Algunas de las críticas a su gestión fueron: el impuesto de valorización, la ejecución de planes de vivienda, la ejecución en temas de movilidad, la ejecución en el tema del espacio público, la ejecución en el tema del tratamiento a los residuos sólidos y líquidos, la remodelación de colegios sin licencia de construcción, la no eliminación de prebendas y beneficios extralegales de los empleados sindicalizados de la Empresa de Acueducto y Alcantarillado de Bogotá, la baja ejecución en la protección efectiva de los cerros orientales de la ciudad.
En cuanto a los temas de movilidad, defensa del espacio público y tratamiento de residuos sólidos, la administración de Garzón comprometió recursos contratando la elaboración de documentos denominados planes maestros.
-ver plan maestro de movilidad; Plan maestro del espacio público y Plan Maestro para el manejo integral de los residuos sólidos, entre otros.
Sendos documentos que tardaron varios meses en su elaboración, que costaron importantes recursos públicos, que ignoraron lo avanzado en estos temas en administraciones anteriores y que fueron presentados por la administración de Luis Eduardo Garzón como la solución a los problemas de movilidad, invasión al espacio público y reciclaje de las basuras en Bogotá; Estos documentos, - los planes maestros- fueron convertidos en decretos con plazos hoy todos incumplidos. Decretos vigentes que están a punto de convertirse en pérdida de tiempo y recursos públicos para la ciudad.[cita requerida]

#### Impuesto de la Valorización
Introducido como un innovador impuesto, la revalución de los valores prediales, y el cobro de sumas incoherentes con la valorización llevada hasta el momento por el distrito ha ocasionado descontento por los dueños de finca raíz, llevando a una suspensión del cobro, e incluso a un llamado popular al incumplimiento del impuesto.[cita requerida]

## Después de la Alcaldía
Días antes de dejar la Alcaldía Mayor, Garzón agitó el ambiente político nacional con unas explosivas declaraciones, tomando distancia del Polo Democrático Alternativo, partido en el que se había transformado la coalición conocida anteriormente como Polo Democrático Independiente que lo llevó a la alcaldía, y sugiriendo la posibilidad de crear un "Partido de la Calle", cercano al centro del espectro político, en el que invitaría a participar a dirigentes y personalidades como Juan Camilo Restrepo, Luis Alberto Moreno y Lina Moreno de Uribe; sin embrego en marzo de 2008 Garzón ratificó su permanencia en el PDA
En diciembre de 2007 fue lanzado el libro reportaje "Lucho una entrevista de Julio Sánchez Cristo" con prólogo del expresidente español Felipe González. En 2008 se vinculó al equipo periodístico del programa radial de la mañana de la emisora La FM de RCN Radio y como columnista del diario El Espectador.
En mayo de 2009 Garzón renunció oficialmente al partido Polo Democrático Alternativo y anunció su aspiración a la presidencia de la república para las elecciones del año 2010 de manera independiente.
A partir de 2017 se vincula al equipo periodístico del Canal 1.

## Ingreso al Partido Verde
En septiembre de 2009 Garzón, junto a los también exalcaldes de Bogotá, Antanas Mockus y Enrique Peñalosa, como una forma de buscar alternativas diferentes a las opciones de derecha e izquierda que se habían polarizado en torno a la figura del entonces presidente Álvaro Uribe, adhirió al Partido Verde Opción Centro que pasó a llamarse Partido Verde.
Con el Partido Verde postuló su nombre como precandidato a las elecciones presidenciales de 2010; sin embargo en las elecciones internas del partido llevadas a cabo el 14 de marzo de 2010 para elegir al candidato que representaría a la colectividad en las elecciones presidenciales fue derrotado Antanas Mockus.
Tras resultar derrotado Mockus en las elecciones presidenciales en las que resultó elegido Juan Manuel Santos, el Partido Verde asumió una posición de independencia al Gobierno. Desde 2010 Luchó Garzón se convirtió en el vocero del Partido Verde y ya en el año 2011 este partido entró a formar parte de la coalición de gobierno denominada Unidad Nacional. En agosto de 2012 Garzón renunció a su vocería en el Partido Verde con el fin de ingresar al gabinete ministerial de Juan Manuel Santos quien lo desigó como ministro consejero para el Diálogo Social, siendo posesionado en este cargo el 11 de septiembre.